# Edward Abramowski
Edward Józef Abramowski (conegut amb el pseudònim de Czajkoszki) (17 d'agost de 1868 - 21 de juny de 1918) fou un filòsof, psicòleg i poeta polonès. Fou crític del marxisme, famós per haver escrit Socialisme d'Estat (1904). D'altres obres seves són El cooperativisme com a mitjà per a l'emancipació de la classe treballadora i Idees socials del cooperativisme. També és conegut per la seva tasca en la psicologia de la intuïció.